# Charles Sainte-Claire Deville
Pour les articles homonymes, voir Sainte-Claire Deville, Sainte-Claire (homonymie) et Deville.
Charles Joseph Sainte-Claire Deville, né le 26 février 1814 à Saint-Thomas (Îles Vierges américaines) et mort le 10 octobre 1876 à Paris 6e, est un géologue et météorologue français.

## Biographie
Après sa formation à l'École des mines de Paris, dont il démissionne en cours de scolarité, il devient assistant de Léonce Élie de Beaumont, auquel il succède à la chaire de géologie du Collège de France en 1875. 
Il conduit des recherches sur les phénomènes volcaniques et particulièrement sur les émanations gazeuses. Il étudie aussi les variations de la température dans l'atmosphère et l'océan. Durant un de ses voyages dans les Antilles, il étudie les effets du tremblement de terre des Petites Antilles de 1843.
En 1852, il fonde avec Émilien Renou, la Société météorologique de France.
En 1857, il est élu membre de l'Académie des sciences en remplacement d'Armand Dufrénoy. Il est promu officier de la Légion d'honneur en 1862. Il fonde, en 1873, l'observatoire météorologique de Montsouris, situé dans le parc Montsouris à Paris.
En 1859, Charles Sainte-Claire Deville réalise la première ascension du Grand Combin (4 314 mètres), sommet des Alpes suisses situé dans le canton du Valais, en compagnie de Daniel Balleys, Emmanuel Balleys, Gaspard Balleys et Basile Dorsaz.

## Famille
- Louis-Joseph Sainte-Claire Deville (Saint-Pierre (Martinique), 6 octobre 1779-Paris, 28 février 1825), planteur à Saint-Thomas et à Porto-Rico, marié en 1806 à Saint-Thomas (Antilles danoises) avec Charlotte Duvivier de Fontenay,
  - Louis Joseph Sainte-Claire Deville (1808-1863), négociant à Marseille, marié en 1832 avec Louise Félicité Deville (1811-1847),
    - Marie Claire Félicité Sainte-Claire Deville (1845-1884)
    - Henri Marie Amédée Sainte-Claire Deville (Marseille, 30 juillet 1847-1884)[3], commissaire en chef de la Marine,

  - Marie Louise Félicité Sainte-Claire Deville (1811-1878),
  - Charles Joseph Sainte-Claire Deville (1814-1876), marié à Boulogne-sur-Mer en 1845 avec Caroline Alexandrine Adèle Adam (1825-1906), sœur de Achille Adam-Fontaine,
    - Louis Auguste Edmond Sainte-Claire Deville (1847-1884), marié vers 1875 avec Marie Marguerite Tourraton Deschellerins,
    - Adèle Cécile Blanche Sainte-Claire Deville (1849-1885), mariée en 1869 avec son cousin, Émile Louis Sainte-Claire Deville,
      - Achille Charles Jean Sainte-Claire Deville (1871-1932)[4], lieutenant colonel d'artillerie,
      - Paul Sainte-Claire Deville (1874-1950)[5], directeur technique des mines de la Sarre,
      - Marcelle Sainte-Claire Deville (1885-1976),

  - Henri Sainte-Claire Deville (1818-1881), marié en 1842 avec Cécile Girod de l'Ain (1821-1919)
    - Henry Félix Sainte-Claire Deville (1843-1908)[6], directeur de manufactures de l'État, marié à Adélaïde Henriette Jeanne Delahaye,
      - Félix Paul Sainte-Claire Deville (1874- )[7], militaire,

    - Émile Louis Sainte-Claire Deville (1845-1931)[8], ingénieur de la Compagnie du Gaz, marié en 1869 avec sa cousine Blanche Sainte-Claire Deville,
    - Georges Sainte-Claire Deville (1846-1913)[9], lieutenant colonel d'infanterie,
    - Charles Félix Sainte-Claire Deville (1852-1927)[10], colonel de la cavalerie,
    - Charles Étienne Sainte-Claire Deville (1857-1944)[11], général de division et un des pères du canon de 75 mm modèle 1897,

  - Marie Rose Claire Sainte-Claire Deville (1823-1900), mariée en 1845 avec Edmond Théophile Dragon de Gomiécourt (1806-1891)[12], directeur des douanes.

## Hommage
- Le Promontorium Deville, un promontoire sur la Lune, porte son nom.
- Charles Sainte-Claire Deville est aussi mentionné dans le roman d'aventures Les enfants du capitaine Grant écrit par Jules Verne. Charles Paganel (Le géographe du roman) mentionne que Charles, à bord de la corvette de l'Etat la Décidée a visité le volcan de l'île Fogo, le célèbre sommet des îles du Cap-Vert.

## Distinction
- Chevalier de la Légion d'honneur, le 8 janvier 1845,
- Officier de la Légion d'honneur, le 13 août 1862[13]

## Publications
- Études géologiques sur les îles de Ténériffe et de Fogo suivi d'une statistique abrégée des îles du Cap-Vert et d'une notice bibliographique, Paris, Gide, 1848 [lire en ligne]
- Recherches sur les principaux phénomènes de météorologie et de physique terrestre aux Antilles (1849)
- Voyage géologique aux Antilles et aux îles de Ténériffe et de Fogo (1856-1864)
- Lettres à Élie de Beaumont sur l'éruption du Vésuve
- Les Éruptions actuelles du Volcan de Stromboli (1858)
- Sur les variations périodiques de la température (1866).
- Coup-d'œil historique sur la géologie et sur les travaux d'Élie de Beaumont : lecons professées au Collége de France (mai-juillet 1875), Paris, G. Masson, 1878 (lire en ligne)